# Zamach stanu w Wenezueli (1958)

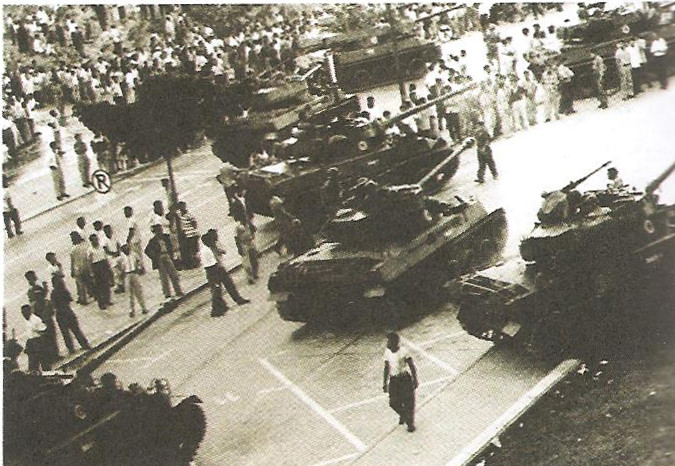
Czołgi na ulicy w Wenezueli 23 stycznia 1958

Zamach stanu w Wenezueli (1958) – przewrót, do którego doszło 23 stycznia 1958 roku w Wenezueli. Zamach obalił dyktaturę prezydenta Marcosa Péreza Jiméneza.

## Tło historyczne
Marcos Pérez Jiménez został mianowany prezydentem w 1953, wcześniej był m.in. ministrem obrony w rządzie junty Junta Militar de Gobierno.  W okresie rządów Jiméneza częste były represje wobec opozycji (aresztowania, tortury). Władze zakazały istnienia związków zawodowych, cenzurowały prasę, zamykał uniwersytety, gdy wybuchały na nich protesty. Policja polityczna aresztowała i torturowała przedstawicieli opozycji.
Jiménez był popierany przez państwa zachodnie w tym Stany Zjednoczone, ponieważ prowadził politykę antykomunistyczną. Wiązało się z korzystnymi warunkami prowadzenia biznesu dla zachodnich koncernów petrochemicznych (m.in. ExxonMobil, Shell). Prowadził politykę modernizacji opartą na partnerstwie publiczno-prywatnym. Większość inwestycji była finansowana z dochodów z ropy naftowej i była zlokalizowana w Caracas. Większość lukratywnych kontraktów rządowych trafiała do przedsiębiorców powiązanych z rządzącą dyktaturą.

## Przebieg zamachu stanu
W 1957 roku Jiménez zwołał plebiscyt, który miało potwierdzić legitymacje jego rządów. Według oficjalnie ogłoszonych wyników 85% obywateli popierało jego władzę. Według większości Wenezuelczyków wyniki były sfałszowane. Wojsko zaczęło podejmować kroki w celu odsunięcia Jiméneza. Ugrupowania opozycyjne wobec dyktatora zjednoczyły się pod szyldem Junta Patriótica pod przewodnictwem Fabricio Ojedy i Guillermo García Ponce. Pod koniec 1957 roku ugrupowanie wezwało do masowych strajków przeciwko dyktaturze.
1 stycznia 1958 roku wybuchł bunt żołnierzy sił powietrznych przeciwko rządom Jiméneza. W połowie stycznia 1958 roku rozpoczęły się protesty i zamieszki studenckie przeciwko jego rządom. Protesty poparł Kościół Katolicki, niezależna prasa i duża część wojska. 21 stycznia 1958 na ulicach Caracas miały miejsce walki uliczne. Dwa dni później grupa oficerów zmusiła Jiméneza do rezygnacji i opuszczenia kraju.
Władzę w kraju przejęła tymczasowa junta pod przewodnictwem Wolfganga Larrazábala. Junta obiecała przeprowadzenie otwartych wyborów w ciągu roku. 
Wybory odbyły się w grudniu 1958 roku, zwyciężył w nich Rómulo Betancourt, kandydat demokratycznej lewicy.